# Herrera de Valdecañas
Herrera de Valdecañas è un comune spagnolo di 191 abitanti situato nella comunità autonoma di Castiglia e León.